# Exocentrus nigromaculatus
Exocentrus nigromaculatus là một loài bọ cánh cứng trong họ Cerambycidae.